# 劉坤一

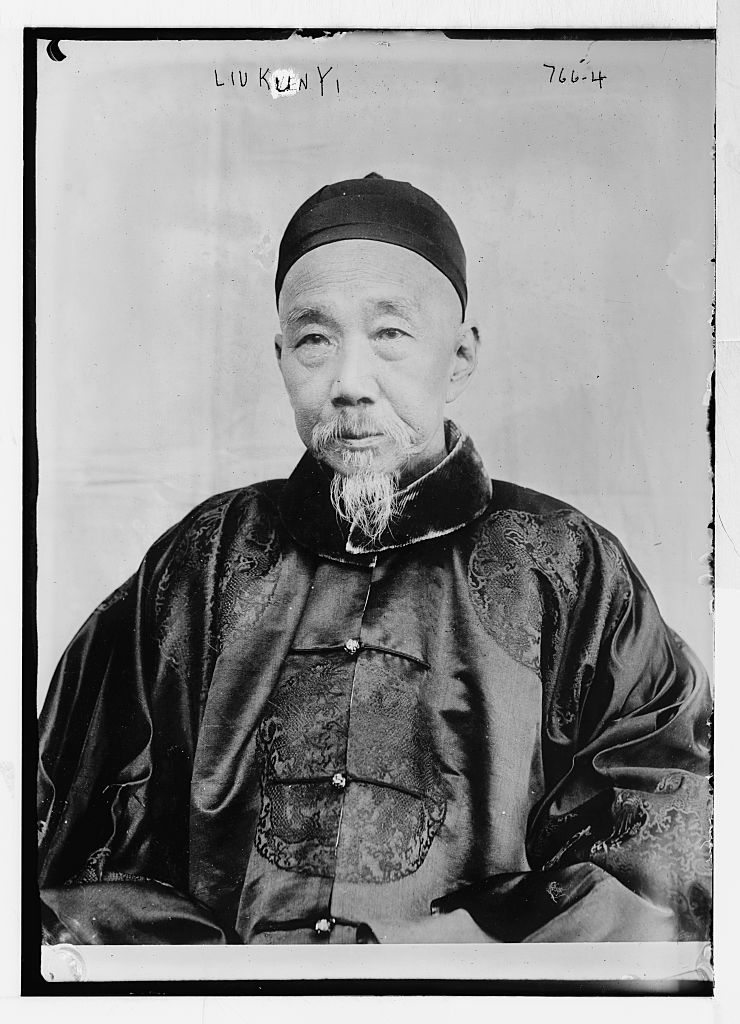
劉坤一

劉 坤一（りゅう こんいつ、Liú Kūnyī、道光10年（1830年） - 光緒28年9月26日（1902年10月27日））は、清末の軍人・官僚。字は硯荘。湖南省新寧県出身。曽国藩・左宗棠の死後、張之洞と共に後期の洋務運動を指導した。

## 経歴
廩生（国から学資を給付される生員）であったが、咸豊5年（1855年）に団練を率いて太平天国と戦い、江忠源が創設した楚勇に編入された。戦功をたてて知県・知州・知府・広東按察使・広西布政使と昇進を重ね、同治4年（1865年）からは江西巡撫、光緒元年（1875年）からは両広総督、光緒6年（1880年）からは両江総督の職を歴任した。総督在任中は財政整理を行い、汚職を摘発し、洋務運動を推進した。
光緒17年（1891年）には海軍軍務の補佐を命ぜられ、光緒20年（1894年）の日清戦争の際には欽差大臣に任命され山海関内外で作戦にあたった。また光緒21年（1895年）には康有為の主宰する強学会に銀5000両を寄付して変法運動を支持した。光緒24年（1898年）の戊戌の変法では急激な改革に背を向けていたが、戊戌の政変後には光緒帝の廃位に強く反対した。同年に中国を訪問した日本の元首相伊藤博文と会見している。
光緒26年（1900年）の義和団の乱では両江総督であったが、義和団の鎮圧を強く主張して列強各国領事や湖広総督張之洞・両広総督李鴻章と「東南互保」という了解を結んで、西太后からの列強に対する宣戦布告の命令を無視した。光緒27年（1901年）、張之洞と連名で「江楚会奏三折」という上奏を行い、政治経済軍事教育などの総合的な改革を訴えた（光緒新政）。
翌光緒28年（1902年）、5月30日、南京にて、東亜同文書院初代院長根津一、同教頭兼監督菊池謙二郎と面会、菊池によれば、聞いていたより元気で、1時間半の会談に疲れも見せなかった。根津は杉浦重剛から託された日本刀を贈った。
同年、72歳で死去。忠誠の諡号を贈られた。